# Huernia hislopii
Huernia hislopii är en oleanderväxtart. Huernia hislopii ingår i släktet Huernia och familjen oleanderväxter.

## Underarter
Arten delas in i följande underarter:
- H. h. cashelensis
- H. h. hislopii
- H. h. robusta